# La Calderuela
La Calderuela fue una aldea medieval de Aranda de Moncayo situada bajo la actual Torre del Moro o Casa de los Moros, entre los términos municipales de Aranda de Moncayo y Malanquilla (Provincia de Zaragoza).

## Toponimia
En los textos medievales se puede encontrar latinizado como La Calderola. Un terreno relacionado con esta aldea medieval corresponde al monte de utilidad pública número 13 de la provincia de Zaragoza. Este forma parte del término municipal de Malanquilla y fue conocido como El Entredicho hasta el año 2000 y El Entredicho y la Cocuta desde entonces. Este microtopónimo es indicador del litigio que hay por su uso entre Aranda de Moncayo y Malanquilla.

## Historia
Jaime I de Aragón fundó la aldea de La Calderuela con gente de Aranda de Moncayo como primeros habitantes, concediéndoles un boyalar. El 13 de octubre de 1263 Jaime  I otorgó La Calderuela a Pero Vera para que  construyera una torre a condición de que siempre fuera aldea de Aranda de Moncayo. No obstante, la aldea quedó pronto despoblada y desde 1313 los textos se refieren a los derechos sobre el uso de su término por parte de los habitantes de Aranda de Moncayo y Malanquilla, que tienen un litigio por su territorio que dura hasta hoy. En 1466 se firmó en La Calderuela un texto de concordia que podría indicar que todavía  había algunas casas. 

## Monumentos
- Torre del Moro.